# Río Guayllabamba
Río Guayllabamba är ett vattendrag i Ecuador. Det ligger i den nordvästra delen av landet, 120 km nordväst om huvudstaden Quito.